# Aardrijkskunde

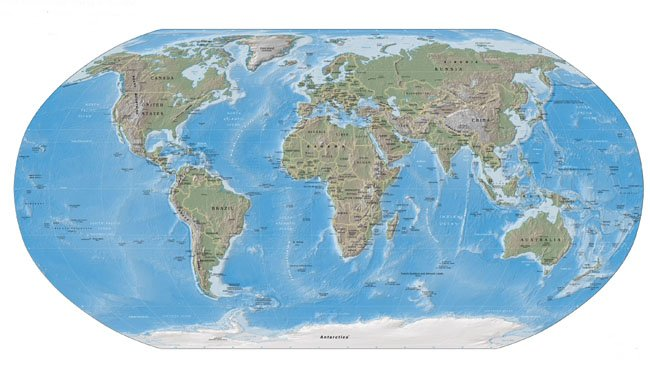
Kaart van de wereld

Aardrijkskunde of geografie (Oudgrieks: γῆ, aarde en γράφειν, (be)schrijven) is een wetenschappelijke discipline die zich bezighoudt met het bestuderen van het aardoppervlak, het in kaart brengen van vormen van bijvoorbeeld cultuur, het plantenleven en de dierenwereld, gebruik van het milieu en verkeer en het beschrijven van het landschap overal op de wereld.
De geografie en verwante vakgebieden, zoals de topografie, worden soms gezamenlijk aangeduid als de ruimtelijke wetenschappen. Aardrijkskunde is te onderscheiden van de aardwetenschappen, de verzamelnaam voor alle natuurwetenschappen die de planeet Aarde bestuderen. De fysische geografie is zowel onderdeel van de aardrijkskunde als van de aardwetenschappen, maar de sociale geografie niet.

## Aardrijkskunde als wetenschap
Aardrijkskunde wordt opgevat als een verzamelnaam voor een aantal min of meer zelfstandige wetenschappen. Een belangrijk onderscheid is dat tussen de bestudering van natuurlijke verschijnselen en culturele verschijnselen. Hierop grijpt de specialisering in enerzijds fysische geografie en anderzijds sociale geografie terug.
Deze (deel)wetenschappen zijn alle op zoek naar een verklaring voor de ruimtelijke orde van verschijnselen aan het aardoppervlak. Het gaat dan over het formele object van de aardrijkskunde. Het formele object kan verbijzonderd worden door te letten op de vorm of verspreiding van ruimtelijke verschijnselen (ruimtelijke patronen), door te letten op de samenhang (ruimtelijke systemen) of te letten op hun ontwikkeling en verandering in de ruimte (ruimtelijke processen).

## Geschiedenis van de aardrijkskunde
De geschiedenis van de aardrijkskunde in de westerse traditie is in het oude Griekenland begonnen. De oude Grieken waren de eersten die systematische studies van het aardoppervlak publiceerden. Herodotus, omstreeks 485-425 v.Chr., wordt de vader van de geschiedenis genoemd, maar hij wordt ook als de eerste beschouwd, die aan aardrijkskunde deed. Eratosthenes, 276-194 v.Chr., noemde het voor het eerst geografie, van Γεωγραφικά, Geōgraphiká. De aardrijkskunde was nog geen vakgebied op zich, maar aardrijkskundige beschrijvingen maken deel uit van zowat alle literaire genres. De achtergrond van deze Griekse interesse is het commerciële en militaire belang van kennis van de zeeroutes en overzeese gebieden. Naargelang van de hoeveelheid detail onderscheidt men de volgende genres:
- periploi of scheepsreisbeschrijvingen
- periegesis of beschrijving van een landreis
- chorographia of streekbeschrijving

In de vroege middeleeuwen onderging de aardrijkskunde in Europa hetzelfde lot als de andere wetenschappen. Het waren Arabieren zoals Al-Maqdisi (945-988) die de klassieke kaarten van Ptolemaeus uitbreidden aan de hand van veldwerk. Ibn Battuta beschreef een reis tot in Beijing en Muhammad al-Idrisi verbeterde de klassieke ideeën over het globale klimaatsysteem. De bekendste Arabische geograaf uit deze periode is Ibn Khaldun, die de opkomst en ondergang van grote wereldrijken beschreef in geografische termen. Het geografische werk van deze Arabieren bleef in het Westen grotendeels onvertaald tot de 19de eeuw.
De daaropvolgende periode in de Europese geschiedenis wordt juist gekenmerkt door een zeer grote en wijdverbreide belangstelling voor de geografie: een van de namen voor het begin van de Nieuwe Tijd is het tijdperk van de grote ontdekkingen. Grote scheepsexpedities werden meestal gefinancierd door Europese vorstenhuizen met een combinatie van economische, militaire, godsdienstige en wetenschappelijke motieven. Aanvankelijk namen Portugal en Spanje het voortouw, daarna kwamen Frankrijk, Engeland en Nederland op het voorplan. Als gevolg van deze ontdekkingsreizen waren mensen voor het eerst in staat het grootste deel van de wereld in kaart te brengen.
Bij het begin van de Moderne Tijd vermelden we nog drie grondleggers van de geografie als wetenschap. Immanuel Kant leverde de filosofische verantwoording voor geografie als studiegebied. Alexander von Humboldt benadrukte het belang van veldwerk en van de interacties tussen studiegebieden. Carl Ritter ging hierin nog verder en propageerde een holistische en teleologische benadering van de menselijke leefwereld.

## Ruimtelijke patronen
Aardrijkskunde als wetenschap van ruimtelijke patronen beschrijft en verklaart de territoriale verspreiding en verscheidenheid van allerlei sociale en fysische verschijnselen. Het begrip patroon is meer dan de vorm van de horizontale uitbreiding, het gaat ook om rangschikking, configuratie, verdeling en geleding. Het begrip patroon veronderstelt ook regelmaat en regelmaat maakt het doen van algemene uitspraken mogelijk. Juist de moderne aardrijkskunde, met de grote belangstelling voor statistisch-mathematische benaderingen, houdt zich bezig met ruimtelijke patronen.

## Ruimtelijke systemen
Als we de aardrijkskunde zien als de wetenschap van ruimtelijke systemen dan hebben we het over de beschrijving en verklaring van de samenhangen tussen sociale en/of fysische verschijnselen zoals: afwateringssystemen, verkeerscirculatiesystemen, de relaties stad-land. Een systeem kan worden opgevat als een afgrensbare verzameling elementen met hun onderlinge relaties. Ruimtelijke systemen worden door geografen meestal aangeduid met de term regionaal systeem. De moderne regionale aardrijkskunde is sterk beïnvloed door het systeemdenken.

## Ruimtelijke processen
Meestal wordt de geografie niet gezien als de wetenschap die zich exclusief met ruimtelijke processen bezighoudt, ook omdat ruimtelijke processen als verklaring voor de specifieke hoedanigheden van bijvoorbeeld regionale systemen mee in beschouwing worden genomen. Systemen kunnen worden gezien als momentopnamen van ruimtelijke processen. Men kan zelfs de vraag stellen of ruimtelijke processen als zodanig bestaan. Processen hebben te maken met veranderingen in verschijnselen, maar verschijnselen hoeven zelf niet louter ruimtelijk van aard te zijn. Dat neemt overigens niet weg dat processen tegenwoordig veel aandacht krijgen. De moderne geografie is bij uitstek procesgericht wat onder andere tot uiting komt in de sterke aandacht voor de factor tijd.

## Geografie en sociale geografie
Geografie is een verzamelnaam van een grote groep van geografische wetenschappen en een belangrijk onderscheid is dat tussen de fysische-geografische en de sociaal-geografische wetenschappen.
- De fysische geografie houdt zich bezig met de ruimtelijke patronen en processen in de relatie tot de fysische verschijnselen van de geosfeer. Biogeografie kan beschouwd worden als een onderdeel: het houdt zich bezig met de ruimtelijke patronen en processen in de levende natuur.

- De sociale geografie houdt zich bezig met de sociale verschijnselen van de geosfeer. Het begrip sociaal is ondanks het veelvuldige gebruik betrekkelijk vaag van inhoud. In een brede opvatting omvat het alle verschijnselen die samenhangen met of voortvloeien uit activiteiten van menselijke groepen. Strikt individuele verschijnselen vallen buiten het aandachtsveld van de sociale geografie. De wetenschap van de sociaal-ruimtelijke orde ofwel van de ruimtelijke orde de sociale verschijnselen in de ruimste zin wordt in Nederland aangeduid met de term sociale geografie. Daarmee heeft de term een bredere betekenis gekregen dan de letterlijke vertalingen in het Frans, Engels of Duits géographie sociale, social geography en Sozialgeographie. De Nederlandse opvatting over de inhoud van de sociale geografie wordt dan ook beter weergegeven met géographie humaine, met human geography of met anthropogeographie.

Het gaat in de sociale geografie vooral om het sociale en door de mens gemaakt milieu. Enerzijds richt de sociale geografie zich op een vervlechting van sociale, economische, politieke en culturele verschijnselen binnen specifieke milieus anderzijds op de kenmerkende differentiatie tussen milieus. Centraal staat de idee dat het menselijk handelen niet los gezien kan worden van tijd en ruimte en dat daarom mens en samenleving steeds in hun specifieke context moeten worden beschouwd. Het gaat dus om de relatie tussen samenleving en omgeving, om de bestudering van de wijze waarop mensen steeds bezig zijn hun leefomgeving aan te passen aan veranderende omstandigheden. De sociale geografie is bij uitstek het vak waarin gezocht wordt naar verbanden tussen menselijke groepen en de door hen ingerichte ruimte. Het doel van de sociale geografie is het beschrijven en verklaren van de ruimtelijke orde van de menselijke samenleving, zoals deze tot stand komt in een continu proces van ruimtelijke organisatie en inrichting van de samenleving door individuen en groepen. Geografie van recreatie en toerisme is een specialisatie van de sociale geografie.

## Cartografie
Cartografie, oorspronkelijk de kunst van het tekenen van kaarten, is thans het geheel van technieken om ruimtelijke informatie aanschouwelijk voor te stellen. Zowel de fysische als de sociale geografie maakt veelvuldig gebruik van kaarten als onderzoeksmiddel en als communicatiekanaal voor onderzoeksresultaten. Niet-ruimtelijke informatie kan de vorm aannemen van toegevoegde teksten, cijfers, symbolen of kleuren.
Kleine, platte delen van het aardoppervlak, zoals het grondvlak van een huis, kunnen zonder noemenswaardige onnauwkeurigheid worden geschaald tot het formaat van een vel papier of een scherm. De aardrijkskundige is meestal geïnteresseerd in grotere gehelen en moet dus gebruik maken van een kaartprojectie.

## Geografisch informatiesysteem
Een geografisch informatiesysteem (GIS) is een informatiesysteem waarin minstens een deel van de opgeslagen informatie ruimtelijk of geografisch is van aard. Naast een groot aantal professionele toepassingen zijn geografische informatiesystemen een onderzoekshulpmiddel voor de geograaf omdat ze toelaten statistische informatie te koppelen aan ruimtelijke gegevens.
Geografische informatiesystemen hebben papieren kaarten in vrijwel alle werkdomeinen vervangen. Een bijzonderheid van dergelijke "elektronische" kaarten is dat ze geen eigen schaal meer hebben, omdat computerbeelden in principe onbeperkt kunnen worden uitvergroot; in plaats daarvan wordt de nauwkeurigheid als belangrijkste kwaliteitsparameter van de ruimtelijke gegevens gehanteerd.